# MB-339教練機
MB-339是意大利於第二次世界大戰後自行研發的噴射教練機，1976年8月首次試飛成功並於1978年開始交付意大利空軍，1982年意大利空軍的三色箭飛行表演隊也接收MB-339PAN作為表演機，MB-339PAN是無翼端油箱掛架和加裝發煙器的表演機型

## 設計結構
MB-339採用全金屬半硬殼式機身結構，前段機身為鋁合金而後段為不綉鋼，兩段機身由四個接合點相連以簡化發動機裝卸作業，前段機身內部有C形骨架和四組C形翼樑以及L形縱向加強條等組成，MB-339採用低單翼，翼端和翼下可加裝副油箱，MB-339有六個機下掛架，可掛載副油箱和各種空用武器

## 基本資料
- 載員:2名
- 全長:10.97米
- 翼展:10.86米
- 機高:3.6米
- 機翼面積:19.3平方米
- 空重:3,125公斤
- 最大起飛重:5,895公斤
- 最快時速:898公里/小時
- 航程:1,760公里
- 昇限:14,630米

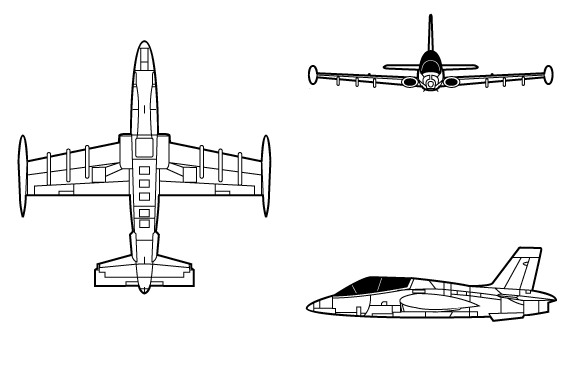
MB-339教練機三視圖

- 發動機:一俱英國製勞斯萊斯腹蛇MK632噴射發動機(推力=17.8千牛頓)
- 武裝:無固定武裝但有6個掛架(總載彈量=1,814公斤)

## 使用國家
- 義大利
  - 義大利空軍已於2017年1月訂購5架M-345 HET教練機，預計2020年初交付，最終將採購45架來取代舊有137架MB-339教練機。
- 阿联酋
- 阿根廷
- 奈及利亞
- 新西兰
- 秘魯
- 马来西亚